# Mesta mästarmötet
Mesta mästarmötet är namnet på en fotbollsmatch mellan de svenska storlagen IFK Göteborg och Malmö FF. Även om matcherna inte är derbymatcher så är Mesta Mästarmöten de främsta rivalmöten inom Svensk klubbfotboll, då de två lagen är landets två i särklass mest framgångsrika genom tiderna. Matcherna brukas kallas Klassikernötet och är egentligen det enda stora riksderbyt inom Allsvenskan.
Malmö FF leder för närvarande Allsvenskans maratontabell med IFK Göteborg på en andra plats. Skillnaden lagen emellan är 174 poäng stor inför säsongen 2024. Malmö FF och IFK Göteborg är också de enda svenska lag som nått final i en större europeisk turnering. IFK vann Uefacupen (numera Uefa Europa League) 1982 och 1987, och Malmö FF spelade final i Europacupen (numera Uefa Champions League) 1979. I nuvarande Uefa Champions League har IFK Göteborg spelat fyra gånger och som bäst nått kvartsfinal medan Malmö FF spelat i turneringen vid tre tillfällen.

## Översikt
Av alla Mesta Mästarmöten genom historien har Malmö FF plusstatistik, där de har vunnit 79 av 186 tävlingsmatcher från och med 18 juni 1922, där lagen möttes för första gången.

## Statistik

### Matchstatistik
|                            | Malmö FF:s vinster | Oavgjorda matcher | IFK Göteborgs vinster |
| -------------------------- | ------------------ | ----------------- | --------------------- |
| Allsvenskan/Svenska serien | 70                 | 42                | 63                    |
| Svenska cupen              | 8                  | 0                 | 2                     |
| Svenska Supercupen         | 1                  | 0                 | 0                     |
| Sammanlagt                 | 79                 | 42                | 65                    |

### Meriter
| Lag          | SM-titlar | Allsvenskan | Svenska cupen | Supercupen |
| ------------ | --------- | ----------- | ------------- | ---------- |
| Malmö FF     | 23        | 26          | 15            | 2          |
| IFK Göteborg | 18        | 13          | 8             | 1          |
| Sammanlagt   | 41        | 39          | 23            | 3          |

## Resultat genom åren
| Datum             | Arena            | Publik | Resultat | Tävling                              |
| ----------------- | ---------------- | ------ | -------- | ------------------------------------ |
| 29 oktober 1922   | Malmö IP         | 961    | 0–1      | Svenska serien                       |
| 2 augusti 1931    | Malmö IP         | 6 236  | 0–1      | Allsvenskan                          |
| 28 augusti 1932   | Malmö IP         | 6 648  | 0–5      | Allsvenskan                          |
| 15 oktober 1933   | Malmö IP         | 7 834  | 1–3      | Allsvenskan                          |
| 4 april 1937      | Malmö IP         | 6 790  | 5–4      | Allsvenskan                          |
| 10 oktober 1937   | Malmö IP         | 7 917  | 2–0      | Allsvenskan                          |
| 3 september 1939  | Malmö IP         | 4 914  | 1–1      | Allsvenskan                          |
| 4 augusti 1940    | Malmö IP         | 8 434  | 3–3      | Allsvenskan                          |
| 14 juni 1942      | Malmö IP         | 11 596 | 2–0      | Allsvenskan                          |
| 18 oktober 1942   | Malmö IP         | 6 795  | 0–0      | Allsvenskan                          |
| 21 maj 1944       | Malmö IP         | 14 007 | 3–1      | Allsvenskan                          |
| 30 juli 1944      | Malmö IP         | 13 112 | 4–0      | Allsvenskan                          |
| 26 maj 1946       | Malmö IP         | 13 297 | 1–1      | Allsvenskan                          |
| 15 maj 1947       | Malmö IP         | 7 791  | 6–0      | Allsvenskan                          |
| 18 april 1948     | Malmö IP         | 14 750 | 4–3      | Allsvenskan                          |
| 24 april 1949     | Malmö IP         | 17 319 | 3–1      | Allsvenskan                          |
| 4 juni 1950       | Malmö IP         | 15 473 | 6–3      | Allsvenskan                          |
| 4 maj 1952        | Malmö IP         | 13 005 | 2–1      | Allsvenskan                          |
| 12 april 1953     | Malmö IP         | 14 734 | 1–0      | Allsvenskan                          |
| 25 oktober 1953   | Malmö IP         | 14 478 | 0–2      | Allsvenskan                          |
| 10 juni 1955      | Malmö IP         | 13 001 | 0–2      | Allsvenskan                          |
| 15 april 1956     | Malmö IP         | 15 396 | 5–0      | Allsvenskan                          |
| 14 april 1957     | Malmö IP         | 13 070 | 2–0      | Allsvenskan                          |
| 15 augusti 1957   | Malmö IP         | 11 704 | 1–2      | Allsvenskan                          |
| 21 september 1958 | Malmö Stadion    | 10 691 | 5–3      | Allsvenskan                          |
| 27 september 1959 | Malmö Stadion    | 19 259 | 2–3      | Allsvenskan                          |
| 2 oktober 1960    | Malmö Stadion    | 5 951  | 3–1      | Allsvenskan                          |
| 23 april 1961     | Malmö Stadion    | 13 326 | 0–3      | Allsvenskan                          |
| 31 maj 1962       | Malmö Stadion    | 6 319  | 1–1      | Allsvenskan                          |
| 25 april 1963     | Malmö Stadion    | 9 667  | 1–1      | Allsvenskan                          |
| 6 augusti 1964    | Malmö Stadion    | 12 773 | 3–0      | Allsvenskan                          |
| 24 oktober 1965   | Malmö Stadion    | 25 009 | 3–0      | Allsvenskan                          |
| 4 september 1966  | Malmö Stadion    | 6 985  | 1–2      | Allsvenskan                          |
| 22 oktober 1967   | Malmö Stadion    | 11 150 | 2–2      | Allsvenskan                          |
| 5 maj 1968        | Malmö Stadion    | 12 261 | 1–1      | Allsvenskan                          |
| 29 maj 1969       | Malmö Stadion    | 17 381 | 1–0      | Allsvenskan                          |
| 11 oktober 1970   | Malmö Stadion    | 12 643 | 2–0      | Allsvenskan                          |
| 22 juni 1977      | Malmö Stadion    | 24 130 | 1–0      | Allsvenskan                          |
| 22 oktober 1978   | Malmö Stadion    | 6 494  | 1–0      | Allsvenskan                          |
| 21 juni 1979      | Malmö Stadion    | 9 085  | 0–4      | Allsvenskan                          |
| 11 juni 1980      | Malmö Stadion    | 15 360 | 2–2      | Allsvenskan                          |
| 10 maj 1981       | Malmö Stadion    | 10 843 | 0–2      | Allsvenskan                          |
| 6 juni 1982       | Malmö Stadion    | 20 506 | 1–1      | Allsvenskan                          |
| 17 oktober 1982   | Malmö Stadion    | 5 606  | 0–3      | Allsvenskan play-offs (SF, leg 1)    |
| 2 juni 1983       | Malmö Stadion    | 22 015 | 3–2      | Allsvenskan                          |
| 26 augusti 1984   | Malmö Stadion    | 15 781 | 0–1      | Allsvenskan                          |
| 12 maj 1985       | Malmö Stadion    | 16 200 | 2–1      | Allsvenskan                          |
| 27 oktober 1985   | Malmö Stadion    | 18 627 | 0–2      | Allsvenskan play-offs (SF, leg 2)    |
| 27 april 1986     | Malmö Stadion    | 13 349 | 1–1      | Allsvenskan                          |
| 16 augusti 1987   | Malmö Stadion    | 19 226 | 2–1      | Allsvenskan                          |
| 31 oktober 1987   | Malmö Stadion    | 18 811 | 2–1      | Allsvenskan play-offs (Final, leg 2) |
| 9 oktober 1988    | Malmö Stadion    | 4 717  | 1–3      | Allsvenskan                          |
| 20 augusti 1989   | Malmö Stadion    | 6 933  | 3–0      | Allsvenskan                          |
| 23 september 1990 | Malmö Stadion    | 3 890  | 0–2      | Allsvenskan                          |
| 7 april 1991      | Malmö Stadion    | 7 131  | 1–1      | Allsvenskan                          |
| 1 september 1991  | Malmö Stadion    | 6 512  | 1–2      | Mästerskapsserien                    |
| 29 juni 1992      | Malmö Stadion    | 6 223  | 1–0      | Allsvenskan                          |
| 16 augusti 1992   | Malmö Stadion    | 4 017  | 2–1      | Mästerskapsserien                    |
| 24 april 1993     | Malmö Stadion    | 4 948  | 0–1      | Allsvenskan                          |
| 23 oktober 1994   | Malmö Stadion    | 25 531 | 1–2      | Allsvenskan                          |
| 18 maj 1995       | Malmö Stadion    | 7 050  | 1–1      | Allsvenskan                          |
| 15 september 1996 | Malmö Stadion    | 7 800  | 1–3      | Allsvenskan                          |
| 21 juli 1997      | Malmö Stadion    | 13 597 | 1–1      | Allsvenskan                          |
| 1 augusti 1998    | Malmö Stadion    | 7 105  | 3–1      | Allsvenskan                          |
| 22 juni 1999      | Malmö Stadion    | 12 975 | 1–1      | Allsvenskan                          |
| 14 maj 2001       | Malmö Stadion    | 12 109 | 0–6      | Allsvenskan                          |
| 15 september 2002 | Malmö Stadion    | 11 972 | 4–2      | Allsvenskan                          |
| 19 oktober 2003   | Malmö Stadion    | 17 923 | 1–3      | Allsvenskan                          |
| 24 april 2004     | Malmö Stadion    | 26 426 | 1–0      | Allsvenskan                          |
| 10 april 2005     | Malmö Stadion    | 26 504 | 1–2      | Allsvenskan                          |
| 30 oktober 2006   | Malmö Stadion    | 9 514  | 2–1      | Allsvenskan                          |
| 6 oktober 2007    | Malmö Stadion    | 11 219 | 0–2      | Allsvenskan                          |
| 31 mars 2008      | Malmö Stadion    | 18 884 | 1–1      | Allsvenskan                          |
| 19 oktober 2009   | Swedbank Stadion | 18 293 | 0–1      | Allsvenskan                          |
| 26 september 2010 | Swedbank Stadion | 18 125 | 2–1      | Allsvenskan                          |
| 2 maj 2011        | Swedbank Stadion | 17 221 | 0–2      | Allsvenskan                          |
| 27 september 2012 | Swedbank Stadion | 15 109 | 1–2      | Allsvenskan                          |
| 25 augusti 2013   | Swedbank Stadion | 23 142 | 3–1      | Allsvenskan                          |
| 10 augusti 2014   | Swedbank Stadion | 18 838 | 2–2      | Allsvenskan                          |
| 9 augusti 2015    | Swedbank Stadion | 21 127 | 2–1      | Allsvenskan                          |
| 11 september 2016 | Swedbank Stadion | 21 273 | 3–1      | Allsvenskan                          |
| 27 augusti 2017   | Swedbank Stadion | 21 354 | 2–2      | Allsvenskan                          |
| 7 maj 2018        | Stadion          | 17 715 | 1–2      | Allsvenskan                          |
| 6 oktober 2019    | Stadion          | 18 473 | 1–0      | Allsvenskan                          |
| 25 oktober 2020   | Stadion          | 0      | 3–1      | Allsvenskan                          |
| 14 augusti 2021   | Stadion          | 5 652  | 2–3      | Allsvenskan                          |
| 25 april 2022     | Stadion          | 19 785 | 1–0      | Allsvenskan                          |
| 3 september 2023  | Stadion          | 20 907 | 2–2      | Allsvenskan                          |

| Malmö FF:s vinster | IFK Göteborgs vinster | Oavgjorda matcher |
| ------------------ | --------------------- | ----------------- |
| 39                 | 30                    | 19                |

| Datum             | Arena        | Publik | Resultat | Tävling                              |
| ----------------- | ------------ | ------ | -------- | ------------------------------------ |
| 18 juni 1922      | Gamla Ullevi | 3 321  | 5–0      | Svenska serien                       |
| 1 maj 1932        | Gamla Ullevi | 11 573 | 6–1      | Allsvenskan                          |
| 11 september 1932 | Gamla Ullevi | 7 869  | 7–2      | Allsvenskan                          |
| 3 september 1933  | Gamla Ullevi | 7 258  | 5–0      | Allsvenskan                          |
| 15 november 1936  | Gamla Ullevi | 9 540  | 2–1      | Allsvenskan                          |
| 24 oktober 1937   | Gamla Ullevi | 5 507  | 1–2      | Allsvenskan                          |
| 12 november 1939  | Gamla Ullevi | 6 729  | 1–0      | Allsvenskan                          |
| 27 april 1941     | Gamla Ullevi | 7 597  | 0–0      | Allsvenskan                          |
| 3 maj 1942        | Gamla Ullevi | 6 781  | 2–0      | Allsvenskan                          |
| 26 april 1943     | Gamla Ullevi | 11 173 | 1–1      | Allsvenskan                          |
| 5 september 1943  | Gamla Ullevi | 16 969 | 1–1      | Allsvenskan                          |
| 3 juni 1945       | Gamla Ullevi | 6 865  | 0–6      | Allsvenskan                          |
| 2 september 1945  | Gamla Ullevi | 18 601 | 3–1      | Allsvenskan                          |
| 4 augusti 1946    | Gamla Ullevi | 18 474 | 0–0      | Allsvenskan                          |
| 27 juli 1947      | Gamla Ullevi | 13 221 | 3–0      | Allsvenskan                          |
| 29 augusti 1948   | Gamla Ullevi | 20 596 | 4–4      | Allsvenskan                          |
| 11 september 1949 | Gamla Ullevi | 19 565 | 2–9      | Allsvenskan                          |
| 14 oktober 1951   | Gamla Ullevi | 28 902 | 2–1      | Allsvenskan                          |
| 16 november 1952  | Gamla Ullevi | 10 728 | 1–4      | Allsvenskan                          |
| 11 oktober 1953   | Gamla Ullevi | 17 688 | 1–0      | Allsvenskan                          |
| 1 augusti 1954    | Gamla Ullevi | 16 604 | 0–1      | Allsvenskan                          |
| 23 oktober 1955   | Gamla Ullevi | 27 871 | 1–1      | Allsvenskan                          |
| 2 september 1956  | Gamla Ullevi | 25 943 | 5–3      | Allsvenskan                          |
| 8 augusti 1957    | Gamla Ullevi | 16 321 | 2–5      | Allsvenskan                          |
| 3 maj 1959        | Gamla Ullevi | 22 629 | 3–1      | Allsvenskan                          |
| 22 maj 1960       | Ullevi       | 19 701 | 1–1      | Allsvenskan                          |
| 8 oktober 1961    | Ullevi       | 9 777  | 2–3      | Allsvenskan                          |
| 26 augusti 1962   | Ullevi       | 16 740 | 1–2      | Allsvenskan                          |
| 18 augusti 1963   | Ullevi       | 11 465 | 1–2      | Allsvenskan                          |
| 14 juni 1964      | Ullevi       | 12 326 | 2–6      | Allsvenskan                          |
| 11 maj 1965       | Ullevi       | 19 797 | 2–2      | Allsvenskan                          |
| 26 maj 1966       | Ullevi       | 10 767 | 0–0      | Allsvenskan                          |
| 20 april 1967     | Ullevi       | 9 999  | 4–2      | Allsvenskan                          |
| 29 september 1968 | Ullevi       | 11 599 | 2–3      | Allsvenskan                          |
| 21 september 1969 | Ullevi       | 27 241 | 3–1      | Allsvenskan                          |
| 3 maj 1970        | Ullevi       | 17 875 | 1–2      | Allsvenskan                          |
| 19 september 1977 | Ullevi       | 28 816 | 0–1      | Allsvenskan                          |
| 4 maj 1978        | Ullevi       | 30 569 | 0–1      | Allsvenskan                          |
| 13 september 1979 | Ullevi       | 19 731 | 1–1      | Allsvenskan                          |
| 14 september 1980 | Ullevi       | 11 544 | 0–0      | Allsvenskan                          |
| 5 August 1981     | Ullevi       | 14 367 | 4–1      | Allsvenskan                          |
| 2 september 1982  | Ullevi       | 5 971  | 1–1      | Allsvenskan                          |
| 24 oktober 1982   | Ullevi       | 5 893  | 5–1      | Allsvenskan play-offs (SF, leg 2)    |
| 10 september 1983 | Ullevi       | 10 613 | 6–1      | Allsvenskan                          |
| 13 maj 1984       | Ullevi       | 10 725 | 1–1      | Allsvenskan                          |
| 3 juli 1985       | Ullevi       | 16 157 | 0–1      | Allsvenskan                          |
| 20 oktober 1985   | Ullevi       | 26 771 | 2–1      | Allsvenskan play-offs (SF, leg 1)    |
| 5 oktober 1986    | Ullevi       | 9 501  | 0–1      | Allsvenskan                          |
| 22 augusti 1987   | Ullevi       | 10 782 | 1–2      | Allsvenskan                          |
| 24 oktober 1987   | Ullevi       | 14 811 | 1–0      | Allsvenskan play-offs (Final, leg 1) |
| 29 maj 1988       | Ullevi       | 9 876  | 1–3      | Allsvenskan                          |
| 16 april 1989     | Ullevi       | 4 795  | 1–1      | Allsvenskan                          |
| 30 juli 1990      | Ullevi       | 6 330  | 0–0      | Allsvenskan                          |
| 11 augusti 1991   | Ullevi       | 5 056  | 0–0      | Allsvenskan                          |
| 6 oktober 1991    | Ullevi       | 3 833  | 0–1      | Mästerskapsserien                    |
| 5 april 1992      | Gamla Ullevi | 9 023  | 3–0      | Allsvenskan                          |
| 17 oktober 1992   | Gamla Ullevi | 1 676  | 2–0      | Mästerskapsserien                    |
| 2 oktober 1993    | Gamla Ullevi | 7 035  | 5–1      | Allsvenskan                          |
| 9 maj 1994        | Gamla Ullevi | 8 554  | 3–4      | Allsvenskan                          |
| 17 september 1995 | Gamla Ullevi | 10 918 | 2–1      | Allsvenskan                          |
| 21 april 1996     | Gamla Ullevi | 11 657 | 0–0      | Allsvenskan                          |
| 28 juni 1997      | Gamla Ullevi | 10 091 | 1–1      | Allsvenskan                          |
| 4 juni 1998       | Gamla Ullevi | 6 456  | 1–0      | Allsvenskan                          |
| 2 augusti 1999    | Gamla Ullevi | 8 555  | 1–0      | Allsvenskan                          |
| 17 september 2001 | Gamla Ullevi | 9 089  | 4–0      | Allsvenskan                          |
| 23 juli 2002      | Gamla Ullevi | 10 471 | 0–4      | Allsvenskan                          |
| 14 april 2003     | Gamla Ullevi | 11 906 | 3–0      | Allsvenskan                          |
| 25 oktober 2004   | Ullevi       | 38 983 | 1–2      | Allsvenskan                          |
| 26 september 2005 | Ullevi       | 15 253 | 2–1      | Allsvenskan                          |
| 14 maj 2006       | Gamla Ullevi | 10 517 | 1–0      | Allsvenskan                          |
| 2 juli 2007       | Ullevi       | 11 270 | 1–2      | Allsvenskan                          |
| 2 augusti 2008    | Ullevi       | 8 015  | 2–0      | Allsvenskan                          |
| 25 maj 2009       | Gamla Ullevi | 15 267 | 2–0      | Allsvenskan                          |
| 29 april 2010     | Gamla Ullevi | 11 206 | 0–2      | Allsvenskan                          |
| 11 september 2011 | Gamla Ullevi | 11 640 | 0–0      | Allsvenskan                          |
| 14 maj 2012       | Gamla Ullevi | 12 549 | 2–2      | Allsvenskan                          |
| 25 april 2013     | Gamla Ullevi | 17 063 | 1–1      | Allsvenskan                          |
| 7 april 2014      | Gamla Ullevi | 17 073 | 0–3      | Allsvenskan                          |
| 12 april 2015     | Gamla Ullevi | 16 894 | 0–1      | Allsvenskan                          |
| 27 april 2016     | Gamla Ullevi | 15 748 | 0–3      | Allsvenskan                          |
| 11 april 2017     | Nya Ullevi   | 32 129 | 1–1      | Allsvenskan                          |
| 4 november 2018   | Gamla Ullevi | 13 073 | 0–3      | Allsvenskan                          |
| 16 maj 2019       | Gamla Ullevi | 17 083 | 0–0      | Allsvenskan                          |
| 2 augusti 2020    | Gamla Ullevi | 0      | 0–3      | Allsvenskan                          |
| 7 november 2021   | Gamla Ullevi | 16 781 | 0–2      | Allsvenskan                          |
| 17 oktober 2022   | Gamla Ullevi | 14 011 | 2–1      | Allsvenskan                          |
| 17 april 2023     | Gamla Ullevi | 17 051 | 0–1      | Allsvenskan                          |

| IFK Göteborgs vinster | Malmö FF:s vinster | Oavgjorda matcher |
| --------------------- | ------------------ | ----------------- |
| 33                    | 31                 | 23                |

### Resultat i cupmatcher
Detta är en lista över cupmatcher som har spelats på någon av lagens hemmaplan.
| Datum            | Arena            | Publik | Matcher      | Matcher  | Matcher      | Tävling                          |
| Datum            | Arena            | Publik | Lag 1        | Resultat | Lag 2        | Tävling                          |
| ---------------- | ---------------- | ------ | ------------ | -------- | ------------ | -------------------------------- |
| 28 juni 1970     | Malmö Stadion    | 3 611  | Malmö FF     | 2–1      | IFK Göteborg | Svenska cupen (inledande omgång) |
| 8 november 1975  | Malmö Stadion    | 2 799  | Malmö FF     | 2–1      | IFK Göteborg | Svenska cupen (kvartsfinal)      |
| 29 oktober 1977  | Nya Ullevi       | 11 997 | IFK Göteborg | 2–3      | Malmö FF     | Svenska cupen (omgång 6)         |
| 9 maj 1984       | Malmö Stadion    | 8 833  | Malmö FF     | 4–1      | IFK Göteborg | Svenska cupen (kvartsfinal)      |
| 7 juni 1989      | Nya Ullevi       | 4 411  | IFK Göteborg | 0–2      | Malmö FF     | Svenska cupen (semifinal)        |
| 6 maj 1999       | Malmö Stadion    | 4 676  | Malmö FF     | 1–2      | IFK Göteborg | Svenska cupen (semifinal)        |
| 27 april 2001    | Gamla Ullevi     | 5 528  | IFK Göteborg | 1–2      | Malmö FF     | Svenska cupen (kvartsfinal)      |
| 10 november 2013 | Swedbank Stadion | 2 787  | Malmö FF     | 3–2      | IFK Göteborg | Svenska Supercupen               |
| 10 mars 2018     | Malmö IP         | 4 550  | Malmö FF     | 1–0      | IFK Göteborg | Svenska cupen (kvartsfinal)      |
| 10 november 2020 | Gamla Ullevi     | 0      | IFK Göteborg | 2–1      | Malmö FF     | Svenska cupen (final)            |

#### Resultat på neutral plan
| Datum       | Arena   | Publik | Matcher      | Matcher  | Matcher  | Tävling                  |
| Datum       | Arena   | Publik | Lag 1        | Resultat | Lag 2    | Tävling                  |
| ----------- | ------- | ------ | ------------ | -------- | -------- | ------------------------ |
| 2 juli 1976 | Råsunda | 11 656 | IFK Göteborg | 2–1      | Malmö FF | Finalen av Svenska cupen |

| Statistik över samtliga cupmöten | Statistik över samtliga cupmöten |
| Malmö FF:s vinster               | IFK Göteborg:s vinster           |
| -------------------------------- | -------------------------------- |
| 9                                | 2                                |

## Publiksiffror
| Säsong | Lag          | Lag          | Resultat | Publiksiffra | Stadion        |
| Säsong | Hemmalag     | Bortalag     | Resultat | Publiksiffra | Stadion        |
| ------ | ------------ | ------------ | -------- | ------------ | -------------- |
| 2004   | IFK Göteborg | Malmö FF     | 1–2      | 38 983       | Nya Ullevi     |
| 2017   | IFK Göteborg | Malmö FF     | 1–1      | 32 129       | Nya Ullevi     |
| 2005   | Malmö FF     | IFK Göteborg | 1–2      | 26 504       | Malmö Stadion  |
| 2004   | Malmö FF     | IFK Göteborg | 1–0      | 26 426       | Malmö Stadion  |
| 2013   | Malmö FF     | IFK Göteborg | 3–1      | 23 142       | Stadion, Malmö |
| 2017   | Malmö FF     | IFK Göteborg | 2–2      | 21 354       | Stadion, Malmö |
| 2016   | Malmö FF     | IFK Göteborg | 3–1      | 21 273       | Stadion, Malmö |
| 2015   | Malmö FF     | IFK Göteborg | 2–1      | 21 127       | Stadion, Malmö |
| 2023   | Malmö FF     | IFK Göteborg | 2–2      | 20 907       | Stadion, Malmö |
| 2022   | Malmö FF     | IFK Göteborg | 1–0      | 19 785       | Stadion, Malmö |

| Säsong    | Lag          | Lag          | Resultat | Publiksiffra | Stadion       |
| Säsong    | Hemmalag     | Bortalag     | Resultat | Publiksiffra | Stadion       |
| --------- | ------------ | ------------ | -------- | ------------ | ------------- |
| 2004      | IFK Göteborg | Malmö FF     | 1–2      | 38 983       | Nya Ullevi    |
| 2017      | IFK Göteborg | Malmö FF     | 1–1      | 32 129       | Nya Ullevi    |
| 1978      | IFK Göteborg | Malmö FF     | 0–1      | 30 569       | Nya Ullevi    |
| 1951/1952 | IFK Göteborg | Malmö FF     | 2–1      | 28 902       | Gamla Ullevi  |
| 1977      | IFK Göteborg | Malmö FF     | 0–1      | 28 816       | Nya Ullevi    |
| 1955/1956 | IFK Göteborg | Malmö FF     | 1–1      | 27 871       | Gamla Ullevi  |
| 1969      | IFK Göteborg | Malmö FF     | 3–1      | 27 241       | Nya Ullevi    |
| 1985      | IFK Göteborg | Malmö FF     | 3–1      | 26 771       | Nya Ullevi    |
| 2005      | Malmö FF     | IFK Göteborg | 1–2      | 26 504       | Malmö Stadion |
| 2004      | Malmö FF     | IFK Göteborg | 1–0      | 26 426       | Malmö Stadion |

## Anmärkningslista
1. ↑  Matchen avbröts efter 77 spelade minuter (0–0) på grund av en publikskandal då en sorts smällare kastats in mot planen, från IFK Göteborgs ståplatsläktare för hemmasupportrarna, i riktning mot Tobias Sana.[5][6] Under tiden det väntades på ett besked om matchen skulle återupptas eller inte, tog sig en åskådare in på planen, åskådaren var en ishockeyspelare från Frölunda HC:s guldlag.[7] Den 5 maj offentliggjorde disciplinnämnden sitt beslut; 3–0-seger för Malmö FF.[8]